# Monterrey

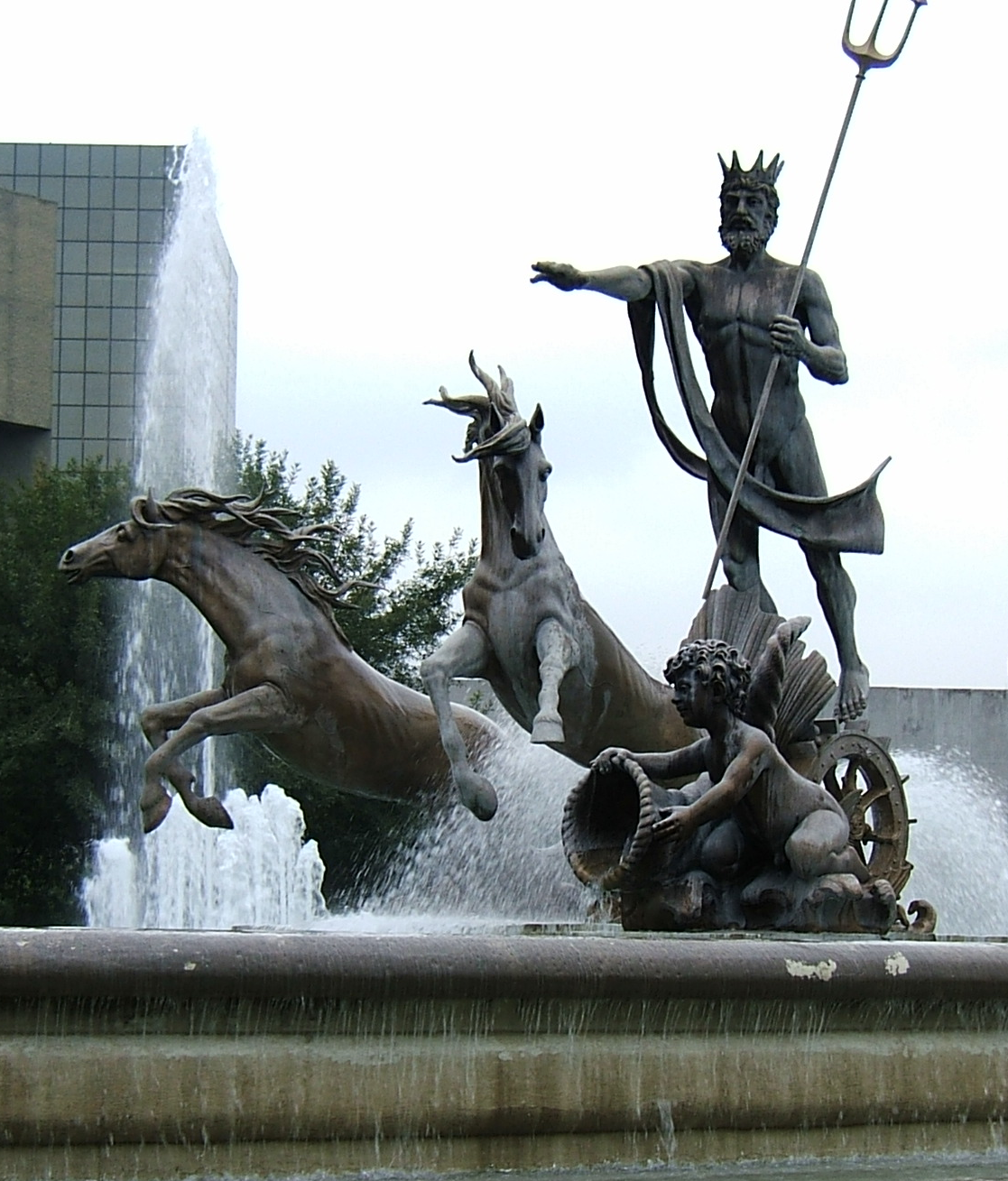
Fontanna

Monterreyⓘ – miasto w północno-wschodnim Meksyku, na przedgórzu Sierra Madre Wschodniej, stolica stanu Nuevo León. Monterrey jest także znane jako „Miasto Gór” i „Sultana del Norte” (Sułtanka Północy), miasto to jest nowocześnie uprzemysłowionym, ważnym punktem biznesowym w Meksyku. Monterrey, z liczbą mieszkańców około 3,8 mln, jest trzecią najbardziej zaludnioną metropolią w Meksyku (po mieście Meksyk i Guadalajarze). Monterrey zajmuje pierwsze miejsce jako miasto z największym PKB per capita. Przemysł hutniczy, maszynowy, chemiczny, cementowy, szklarski, ceramiczny oraz włókienniczy. Miasto według klasyfikacji klimatów Köppena leży w strefie ciepłego klimatu stepowego (Bsh).

## Historia
W miejscu obecnego Monterrey w okresie przedkolonialnym nie było stałego osadnictwa. W rejonie tym koczowały jedynie grupy nomadów z plemienia Chichimeków. Wiele przykładów rysunków naskalnych odnalezionych w pobliskich górach świadczy iż Chichmekowie należeli do czterech głównych grup: Azalapas, Huachichiles, Coahuiltecos i Borrados.

## Transport
- Aeroméxico Connect – linia lotnicza
- Metro w Monterrey
- Tramwaje w Monterrey

## Sport
- CF Monterrey – klub piłkarski
- Estadio Tecnológico – stadion piłkarski
- Abierto Monterrey Afirme – turniej tenisowy

## Miasta partnerskie
- Corpus Christi, Stany Zjednoczone
- Dallas, Stany Zjednoczone
- Hamilton, Kanada
- Jassy, Rumunia
- Orlando, Stany Zjednoczone
- Rosario, Argentyna
- San Antonio, Stany Zjednoczone
- Shenyang, Chińska Republika Ludowa
- McAllen, Stany Zjednoczone
- Chaparral, Kolumbia
- Ibagué, Kolumbia
- Barcelona, Hiszpania
- Chicago, Stany Zjednoczone
- Berlin, Niemcy
- Concepción, Chile
- Dublin, Irlandia
- Dubrownik, Chorwacja
- Saltillo, Meksyk
- Monclova, Meksyk
- Lille, Francja
- Medellín, Kolumbia
- Cartagena, Kolumbia
- Melbourne, Australia
- Michigan, Stany Zjednoczone
- Piedras Negras, Meksyk
- Sofia, Bułgaria
- Timișoara, Rumunia
- Guadalajara, Meksyk
- Meksyk, Meksyk
- Rio de Janeiro, Brazylia
- Atlanta, Stany Zjednoczone,
- Houston, Stany Zjednoczone
- Torreón, Meksyk
- Tijuana, Meksyk
- Varginha, Brazylia